# Crunchyroll
Crunchyroll är en amerikansk videostreamingtjänst som ägs av Sony Corporation. Tjänsten distribuerar främst filmer och tv-serier producerade av östasiatiska medier, inklusive japansk anime, och har sitt huvudkontor i San Francisco, Kalifornien, med den japanska filialen i Shibuya, Tokyo.
Företaget grundades 2006 av manga/anime-entusiaster från University of California, Berkeley. Crunchyroll levererar innehåll till över 100 miljoner registrerade användare över hela världen.
Crunchyroll är medlem i The Association of Japanese Animations (AJA). "Crunchyroll-Hime", även känd som "Hime", är Crunchyrolls officiella maskot.

## Tillgänglighet
Crunchyroll fungerar på följande plattformar:
- Apple TV[5]
- Boxee[6]
- Playstation 3[7]
- Playstation 4[7]
- Playstation Vita[7]
- Vizio
- Wii[8]
- Wii U[9]
- Xbox 360[10]
- Xbox One[10]